# لاس جونتاس (کالیفرنیا)
لاس جونتاس (به انگلیسی: Las Juntas) یک منطقهٔ مسکونی در ایالات متحده آمریکا است که در شهرستان کنترا کوستا، کالیفرنیا واقع شده‌است. لاس جونتاس ۲۵ متر بالاتر از سطح دریا واقع شده‌است.